# Vier große katalanische Chroniken
Vier große katalanische Chroniken (katalan. Les quatre grans cròniques) ist ein Sammelbegriff für vier am Ende des dreizehnten Jahrhunderts und während des vierzehnten Jahrhunderts in Katalonien in katalanischer Sprache verfasste Chroniken. Es handelt sich um die Chroniken von Jakob I. (Crònica de Jaume I oder Llibre dels feits), Bernard Desclot (Crònica de Bernat Desclot oder Llibre del rei en Pere e dels seus antecessors passats), Ramon Muntaner (Crònica de Ramon Muntaner) und Peter dem Zeremoniösen (Crònica de Pere el Cerimoniós).